# 414 до н. е.

## Події

### У Римі
Військовими трибунами з консульською владою Римської республіки були обрані Луцій Валерій Потіт, Марк Постумій Регіллен, Гней Корнелій Косс та Квінт Фабій Вібулан Амбуст. Марк Постумій вів війну з еквами, але через зухвалість вступив у конфлікт з легіонерами та був вбитий. Розслідування вбивства призвело до ще більших заворушень у Римі, тому сенат призначив Квінта Фабія інтеррексом а інших трибунів розпустив. Квінт Фабій покарав вбивць та організував вибори нових консулів.

### Інші
- повстання рабів в Сіракузах.

### Астрономічні явища
- 31 березня. Часткове сонячне затемнення.[1]
- 24 вересня. Часткове сонячне затемнення.[1]